# Казка про ведмедиху
«Казка про ведмедиху» (рос. Сказка о медведихе) —  казка російського письменника О. С. Пушкіна (що починається рядком «Как весеннею теплою порою …»), написаної приблизно в 1830 році. Назва казки не авторська. 

## Сюжет
Ведмедиця пішла гуляти з ведмежатами. Мужик з рогатиною вбив ведмедицю і подарував дружині її шкуру і трьох ведмежат. Ведмідь дізнається про те, що трапилося, і плаче, побиваючись за своєю ведмедицею. До ведмедя-боярина приходять звірі: вовк-дворянин, бобер-торговий гість, ласточка-дворяночка, білочка-княгинечка, лисиця-піддячиха і казначеїха, скоморох-горностаюшка, байбак-ігумен, зайка-смерд, цілувальник-їжак. На цьому казка обривається.

## Видання
Опублікована П. В. Анненковим в «Матеріалах для біографії О. С. Пушкіна» (Твори Пушкіна, вид. Анненкова, т. I, 1855, стор. 153—155). Виправлення і деякі варіанти дано В. Є. Якушкіним в описі рукописів Пушкіна — «Русская Старина» (1884, жовтень, стор. 83-84). Варіанти рядків 64-82 опубліковані в статті А. Желанського «Нове про „Балду“ і „Ведмедиху“ Пушкіна» («Звенья», т. VI, 1936, стор. 140—142); тут же факсиміле цих віршів. За рукописом — виправлений текст надрукований С. М. Бонді (в книзі: О. Пушкін. «Казки». Редакція, вступна стаття та пояснення Олександра Слонімського. Друге видання. M. — Л., 1933, стор. 124—128).